# Ivor Novello

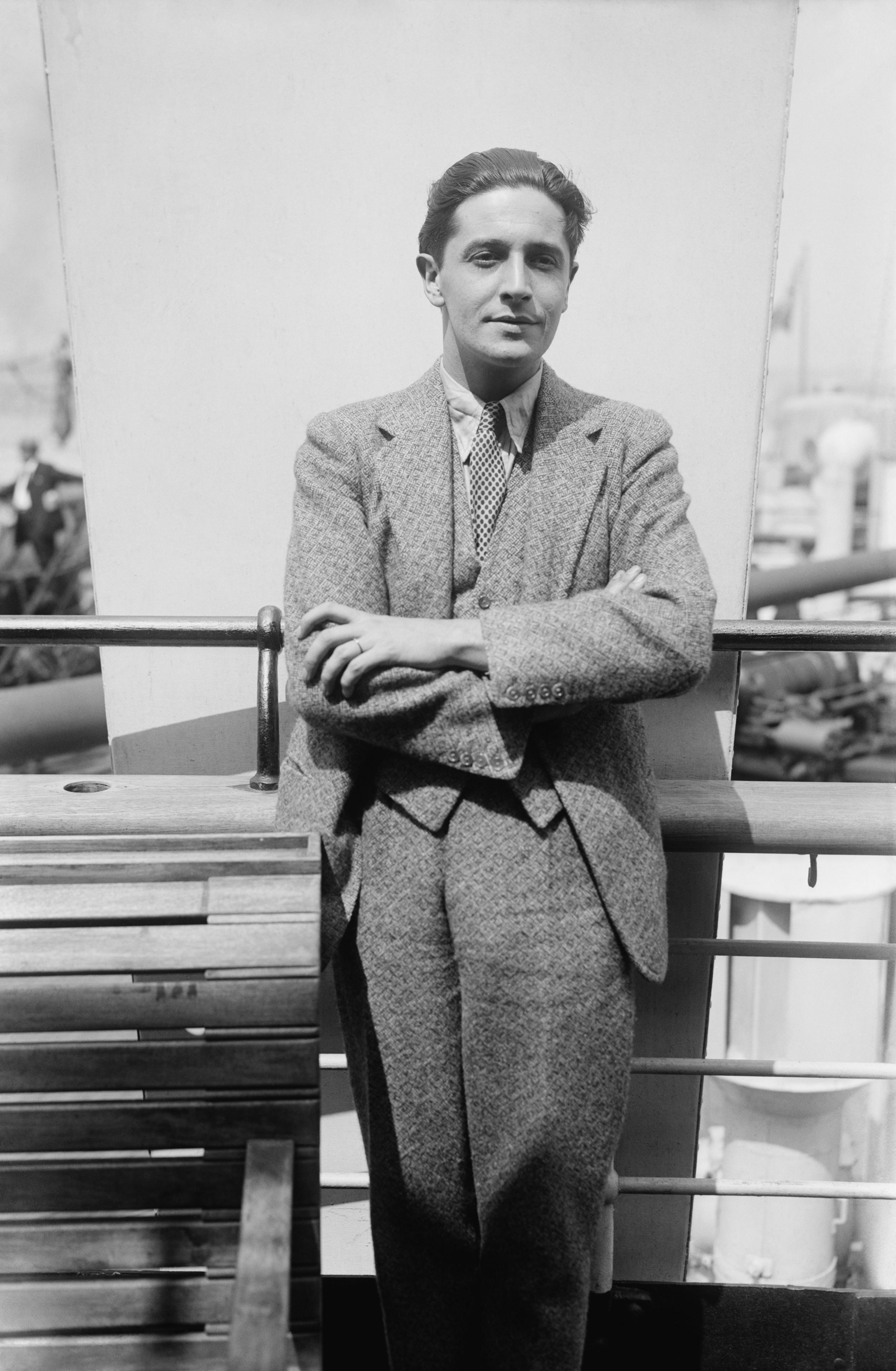
Ivor Novello

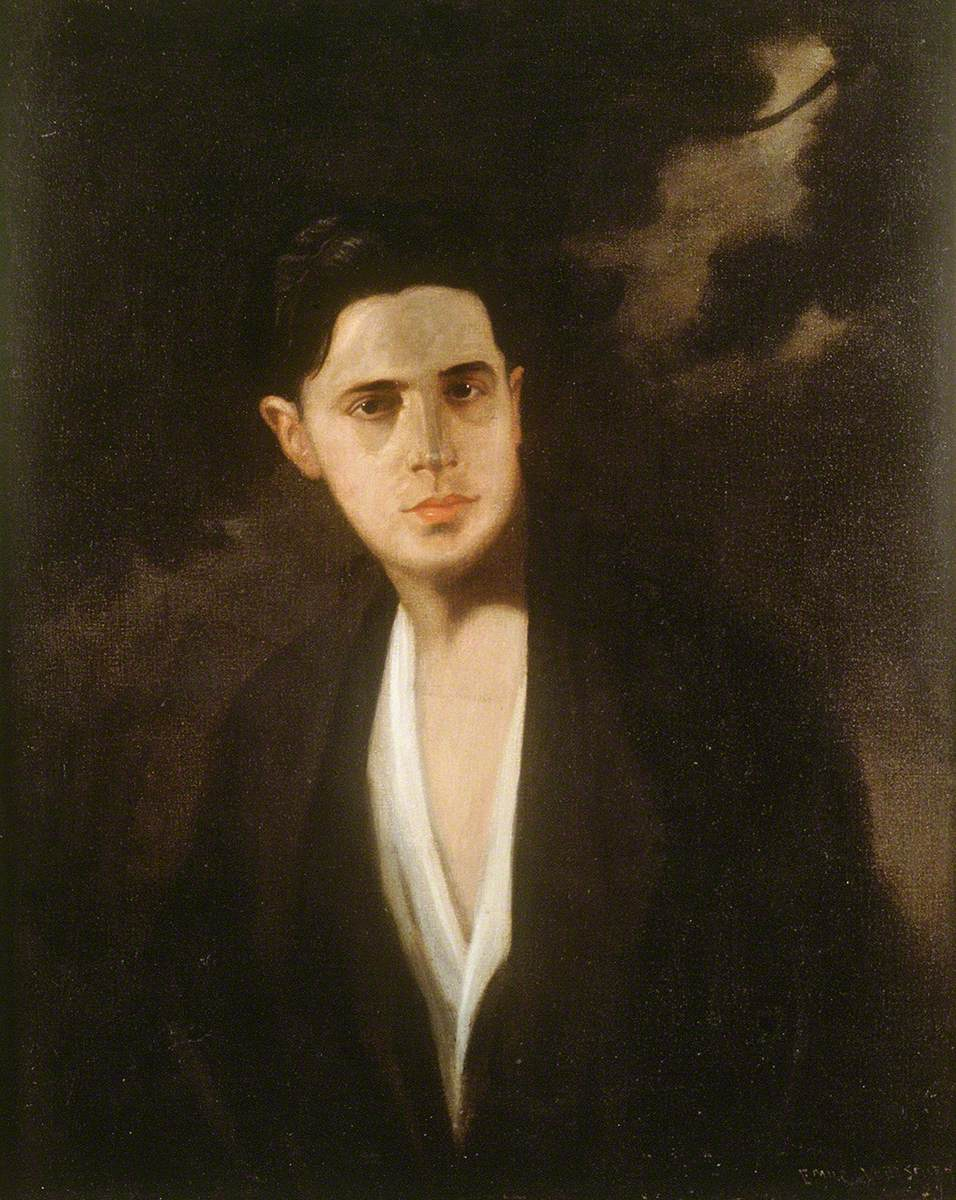
Ivor Novello, Ölgemälde von Emil Veresmith, 1924

Ivor Novello (eigentlich David Ivor Davies; * 15. Januar 1893 in Cardiff, Wales; † 6. März 1951 in London, England) war ein britischer Schauspieler, Sänger, Komponist und Bühnenautor. Berühmt wurde Novello als Komponist von Liedern und Musicals, die sich zu ihrer Zeit großer Popularität erfreuten. In den 1920er-Jahren stieg er zum Bühnen- und Filmstar auf, u. a. als Hauptdarsteller von Alfred Hitchcocks Thriller Der Mieter. Nach ihm ist der Ivor Novello Award benannt.

## Biografie
Er ging in Gloucester zur Schule, von 1905 bis 1909 dann auf die Magdalen College Choir School in Oxford. Bereits seine Mutter Clara Novello Davies war musikalisch als Sängerin und Musiklehrerin tätig; sie gründete den Welsh Ladys Choir. 1910 kam er nach London und veröffentlichte erstmals unter dem Künstlernamen Ivor Novello Songs. Die Planung einer Tournee in den USA und Kanada 1911 misslang ihm jedoch. Erst mit seinem 1914 komponierten Weltkriegslied Keep the Home Fires Burning mit einem Text von Lena Ford wurde Novello einer breiten Öffentlichkeit bekannt. Ab 1916 war er selbst Pilot beim Royal Naval Air Service. Nebenher schrieb er weiter Musik, so für die 1916 uraufgeführte erfolgreiche Musical-Komödie Theodore & Co.
1919 hatte Ivor Novello sein Filmdebüt als Schauspieler. Nach zwei französischen Filmen von Louis Mercanton spielte er unter dem Regisseur Harley Knoles ab 1921/22 im britischen Film. Ebenfalls 1921 hatte er sein Schauspieldebüt im Londoner West End; als Koautor war er dort 1923 mit dem Stück The Rat erfolgreich. Im selben Jahr trat er in David Wark Griffiths US-amerikanischem Film The White Rose in der Hauptrolle des Geistlichen Joseph auf, der die Waise Bessie (gespielt von Mae Marsh) schwängert und dann betrügt.
Ab 1925 wurde Ivor Novello zum männlichen Star des britischen Films nach der Art Rudolph Valentinos stilisiert. Unter der Regie von Graham Cutts entstand eine erfolgreiche Verfilmung von Novellos Bühnenstück The Rat mit Mae Marsh an Novellos Seite. In den Jahren 1926 und 1929 erschienen noch zwei Fortsetzungen dieses Films. In den Jahren 1926 und 1927 arbeitete Novello mit Alfred Hitchcock: er spielte die Hauptrollen in dem Kriminalfilm The Lodger, dem heute wohl bekanntesten Stummfilm von Hitchcock, und in Downhill, welches auf einem Werk von Novello selbst basierte. Danach drehte er zwei Filme mit dem Regisseur Adrian Brunel, den Publikumserfolg The Constant Nymph mit Mabel Poulton und die Noël-Coward-Verfilmung The Vortex.
Zwischen 1931 und 1932 versuchte Novello erfolglos, in den USA als Drehbuchautor für MGM Fuß zu fassen. Als Darsteller spielte er dort neben Ruth Chatterton und Jill Esmond in Once a Lady (1931). Zurück in England drehte er mit Maurice Elvey das erste Tonfilm-Remake von The Lodger (1932) und nach einem eigenen Stück die Komödie I Lived With You (1933). Seinen letzten Filmauftritt hatte er 1934 in Autumn Crocus von Basil Dean.
Danach widmete sich Novello ausschließlich dem Schreiben und Komponieren von Musicals, in denen er selbst spielte. Es entstanden unter anderem Careless Rapture (1936), The Dancing Years (1939), und Perchance to Dream (1945). Novello schrieb seine Musicals im Stil von Operetten zu Libretti von Christopher Hassall (1912–1963). Einige wurden ohne seine direkte Beteiligung auch verfilmt: Glamorous Night (1937) durch Brian Desmond Hurst, The Dancing Years (1948) durch Harold French und King’s Rhapsody (1955) unter der Regie von Herbert Wilcox. Die Musicals waren zu ihrer Zeit erfolgreich, sind aber heutzutage etwas in Vergessenheit geraten, da ihr romantischer Stil aus der Mode kam.
Novello war homosexuell und für seine glamourösen Liebesaffären bekannt. 35 Jahre lang war er der Liebhaber Bobbie Andrews’ und hatte eine Affäre mit dem britischen Autor Siegfried Sassoon. Während des Zweiten Weltkriegs wurde Novello wegen illegalen Benzinverbrauchs verurteilt und kurzzeitig inhaftiert. Novello starb im März 1951 unerwartet mit 58 Jahren an einer Thrombose, nur wenige Stunden nach einem Bühnenauftritt in seinem Stück King’s Rhapsody. Er wurde im Golders Green Crematorium in London eingeäschert, wo sich auch seine Asche befindet.

## Nachleben

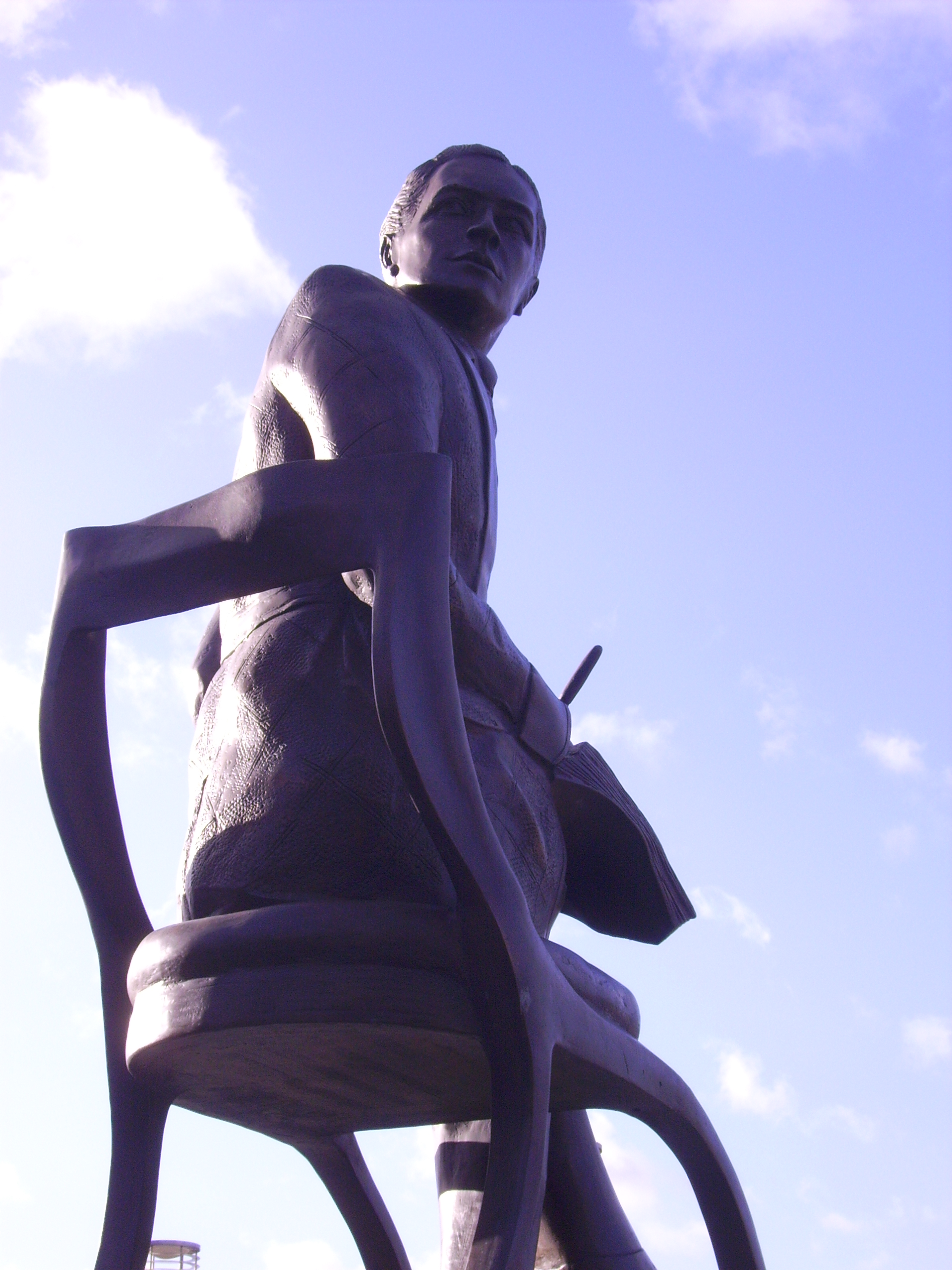
Statue von Ivor Novello an der Cardiff Bay in Wales

Der Ivor Novello Award, ein Preis für Songwriter und Komponisten, ist nach ihm benannt. Außerdem wurde das Londoner Novello Theatre nach ihm benannt.
Jeremy Northam verkörperte Novello 2001 in Robert Altmans Gosford Park. Der Soundtrack des Films besteht größtenteils aus Novellos Songs. In der Filmbiografie Benediction (2021) über Novellos zeitweilige Affäre Siegfried Sassoon wird er von Jeremy Irvine gespielt, auch in diesem Soundtrack erklingen Lieder von Novello.
In Guy Hamiltons Film Das Böse unter der Sonne (1982) steht im Gästebuch des Hotels der Name Ivor Novello, als Hercule Poirot darin gegen Ende des Films Patrick Redferns Unterschrift sucht.

## Filmografie (Auswahl)
Als Schauspieler (komplett)
- 1920: Miarka, la fille à l’ourse
- 1921: L’appel du sang
- 1921: Carnival
- 1922: The Bohemian Girl
- 1923: The White Rose
- 1923: Bonnie Prince Charlie
- 1923: The Man Without Desire
- 1925: Die Ratte von Paris (The Rat)
- 1926: Der Apache (The Triumph of the Rat)
- 1927: Der Mieter (The Lodger)
- 1927: Abwärts (Downhill)
- 1928: The Constant Nymph
- 1928: The Vortex
- 1928: A South Sea Bubble
- 1928: Der fesche Husar
- 1929: The Return of the Rat
- 1930: Symphony in Two Flats
- 1931: Once a Lady
- 1932: The Lodger
- 1933: I Lived With You
- 1933: Sleeping Car
- 1934: Autumn Crocus